# Simon Bowman
Simon Bowman (Cardiff, 16 febbraio 1961) è un attore teatrale, cantante e attore televisivo britannico, noto soprattutto come interprete di musical.

## Biografia
Simon ha frequentato la Mountview Theatre School, dove si è diplomato. È noto soprattutto per aver interpretato Chris nella produzione originale di Miss Saigon, accanto a Lea Salonga (Kim), al Theatre Royal Drury Lane di Londra nel 1989. In precedenza Bowman aveva interpretato Marius nel musical Les Misérables al Palace Theatre; quattordici anni dopo è tornato a lavorare in questo musical, nel ruolo di Jean Valjean .
Dopo il successo ottenuto in Miss Saigon, Bowman lavora anche nel musical di Andrew Lloyd Webber The Phantom of the Opera, prima nel ruolo di Raoul, poi in quello del protagonista. Nel 2010 e nel 2011 ha nuovamente ricoperto il ruolo di Jean Valjean in Les Misérables al Queen's Theatre .
Simon ha cantato insieme ad Alfie Boe, Colm Wilkinson e John Owen-Jones il brano Bring Him Home in occasione del concerto per il venticinquesimo anniversario de Les Misérables.
Nel 1985 Bowman era diventato famoso per aver ricoperto il ruolo di Elvis Presley nel musical di successo Are You Lonesome Tonight?. Ha interpretato Presley anche nel 2006 nella trasmissione This Is Elvis ed ha svolto inoltre la parte di un dentista nella serie della Doctors. Bowman ha inciso anche un disco come solista, intitolato One Night With You, in cui sono raccolti alcuni celebri pezzi di successo del mondo del musical.
Si è esibito insieme a Bow, Wilkinson e Owen-Jones nuovamente il 16 dicembre 2010 alla Royal Variety Performance, cantando ancora una volta Bring Him Home.